# Combat de Corrales
Guerre d'indépendance de la Colombie
Batailles
m
Première république (1810-1815)
- Bajo Palacé
- Magdalena
- Admirable
- Guerre Civile
- Nariño dans le Sud
- Río Palo
- Tolú

Reconquête espagnole (1815-1819)
- Carthagène des Indes
- Cachirí
- Cuchilla del Tambo
- La Plata
- Régime de terreur

Campagne libératrice (1819)
- Paya
- Passage des Andes
- Corrales
- Gámeza
- Pantano de Vargas
- Boyacá

Grande Colombie (1819-1824)
- Campagne fluviale et navale
- Campagne de Pasto

Le combat de Corrales est un événement militaire arrivé le 10 juillet pendant la campagne de Nouvelle-Grenade de 1819 impliquant les forces de José María Barreiro, au service de la Couronne Espagnole, et les troupes de Simón Bolívar au service des forces indépendantistes.

## Développement des événements
Après une reconnaissance initiale effectué par un groupe de Dragons royaliste qui détecte la présence dans le village de deux colonnes patriotes, l'une forte de 300 cavaliers et l'autre de 200 fantassins, José María Barreiro monte une attaque avec une force équivalente que réussit à chasser les patriotes du village.

## Conséquences
Les patriotes perdent toute leur infanterie, avec 200 blessés, tandis que sa cavalerie souffre d'une perte de 20 morts, 5 blessés, 70 chevaux capturés. Immédiatement, Barreiro avance vers le pont du río Gameza, établissant son quartier général à Tópaga. Le jour suivant, les royalistes et les patriotes s'affrontent de nouveau lors de la bataille de Gámeza.